# Regering-Couve de Murville
De regering–Couve de Murville (Frans: Gouvernement Maurice Couve de Murville) was de regering van de Franse Republiek van 10 juli 1968 tot 20 juni 1969.
| Ambtsbekleder                            | Ambtsbekleder             | Ambtsbekleder                         | Functie(s)                        | Ambtstermijn    | Ambtstermijn   | Partij |
| ---------------------------------------- | ------------------------- | ------------------------------------- | --------------------------------- | --------------- | -------------- | ------ |
|                                          | Maurice Couve de Murville | Maurice Couve de Murville (1907–1999) | Premier                           | 10 juli 1968    | 20 juni 1969   | UDR    |
|                                          | André Malraux             | André Malraux (1901–1976)             | Minister van Staat                | 8 januari 1959  | 20 juni 1969   | UDR    |
| Minister van Cultuur                     | André Malraux             | André Malraux (1901–1976)             | 22 juli 1959                      |                 | 20 juni 1969   | UDR    |
|                                          | Maurice Schumann          | Maurice Schumann (1911–1998)          | Minister van Staat                | 7 april 1967    | 20 juni 1969   | UDR    |
| Minister van Arbeid en Werkgelegenheid   | Maurice Schumann          | Maurice Schumann (1911–1998)          | 10 juli 1968                      |                 | 20 juni 1969   | UDR    |
| Minister van Sociale Zaken               | Maurice Schumann          | Maurice Schumann (1911–1998)          | 10 juli 1968                      |                 | 20 juni 1969   | UDR    |
|                                          | Roger Frey                | Roger Frey (1913–1997)                | Minister van Staat                | 7 april 1967    | 7 januari 1971 | UDR    |
| Minister voor Parlementaire Betrekkingen | Roger Frey                | Roger Frey (1913–1997)                |                                   | 7 april 1967    | 7 januari 1971 | UDR    |
|                                          | Raymond Marcellin         | Raymond Marcellin (1914–2004)         | Minister van Binnenlandse Zaken   | 31 mei 1968     | 1 maart 1974   | RI     |
|                                          | Michel Debré              | Michel Debré (1912–1996)              | Minister van Buitenlandse Zaken   | 31 mei 1968     | 20 juni 1969   | UDR    |
|                                          | Francois Xavier Ortoli    | François- Xavier Ortoli (1925–2007)   | Minister van Financiën            | 10 juli 1968    | 20 juni 1969   | UDR    |
| Minister van Economische Zaken           | Francois Xavier Ortoli    | François- Xavier Ortoli (1925–2007)   |                                   | 10 juli 1968    | 20 juni 1969   | UDR    |
|                                          | Pierre Messmer            | Pierre Messmer (1916–2007)            | Minister van Defensie             | 5 februari 1960 | 20 juni 1969   | UDR    |
|                                          | René Capitant             | René Capitant (1901–1970)             | Minister van Justitie             | 31 mei 1968     | 29 april 1969  | UDR    |
| Zegelbewaarder                           | René Capitant             | René Capitant (1901–1970)             |                                   | 31 mei 1968     | 29 april 1969  | UDR    |
|                                          |                           | Jean-Marcel Jeanneney (1910–2010)     | Minister van Justitie             | 29 april 1969   | 20 juni 1969   | UDR    |
| Zegelbewaarder                           |                           | Jean-Marcel Jeanneney (1910–2010)     |                                   | 29 april 1969   | 20 juni 1969   | UDR    |
|                                          | Edgar Faure               | Edgar Faure (1908–1988)               | Minister van Onderwijs            | 10 juli 1968    | 20 juni 1969   | UDR    |
|                                          | Jean Chamant              | Jean Chamant (1913–2010)              | Minister van Transport            | 7 april 1967    | 20 juni 1969   | RI     |
|                                          |                           | Albin Chalandon (1920–2020)           | Minister van Huisvesting          | 10 juli 1968    | 6 juli 1972    | UDR    |
|                                          | Robert Boulin             | Robert Boulin (1920–1979)             | Minister van Landbouw en Visserij | 10 juli 1968    | 20 juni 1969   | UDR    |
|                                          | Yves Guéna                | Yves Guéna (1922–2016)                | Minister van Post en Communicatie | 10 juli 1968    | 20 juni 1969   | UDR    |
|                                          | André Bettencourt         | André Bettencourt (1919–2007)         | Minister voor Industriële Zaken   | 10 juli 1968    | 20 juni 1969   | RI     |
|                                          | Henri Duvillard           | Henri Duvillard (1910–2001)           | Minister voor Veteranenzaken      | 7 april 1967    | 6 juli 1972    | UDR    |